# Catherine Labouré
Catherine Labouré, född 2 maj 1806 i Fain-lès-Moutiers, Bourgogne, Frankrike, död 31 december 1876 i klostret Enghien-Reuilly, Paris, Frankrike, var en fransk mystiker och nunna inom Vincentiussystrarnas orden som efter en uppenbarelse 1830 initierade präglingen av den mirakulösa medaljen. Catherine Labouré vördas som helgon inom Romersk-katolska kyrkan. Hennes minnesdag firas den 28 november.

## Biografi
Catherine Labouré föddes som Zoë Labouré till den fattige lantbrukaren Pierre Labouré och dennes hustru Madeleine Goutard. När Catherine var nio år gammal, dog modern, och Catherine fick då ansvar för sina yngre syskon. I början av 1830 anslöt sig Catherine till Vincentiussystrarna som ägnade sig åt att vårda sjuka och döende.

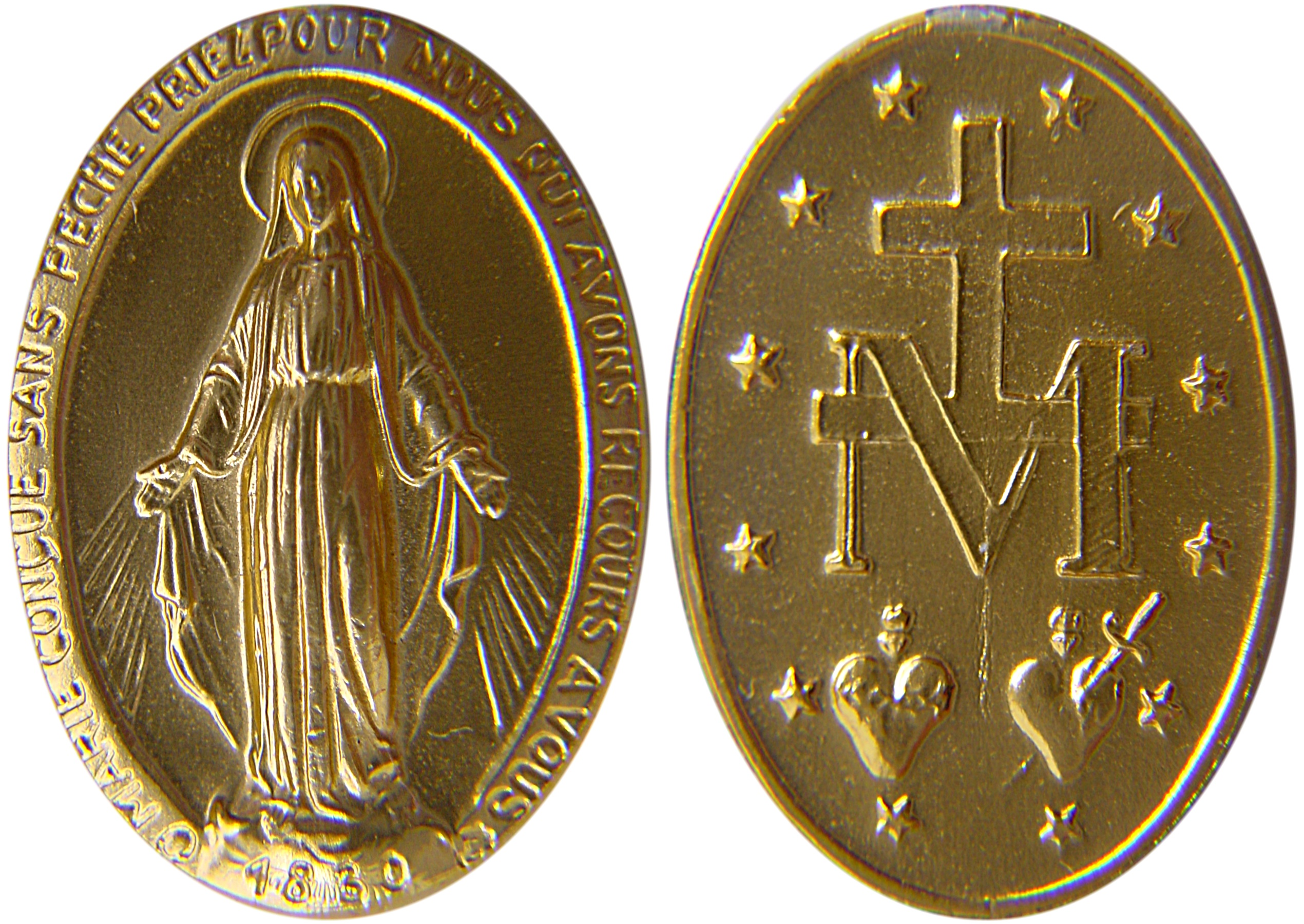
Den mirakulösa medaljongen.

Natten till den 28 november 1830 fick hon i klostrets kapell en uppenbarelse av Jungfru Maria som uppmanade henne att berätta för sin biktfader att prägla en medaljong med ett särskilt motiv. På ena sidan av medaljongen finns en bild av Jungfru Maria, stående på ett jordklot, trampande med ena foten på en orm. En bård bär orden "Ô Marie, conçue sans péché, priez pour nous qui avons recours à vous", franska för "O Maria, avlad utan synd, bed för oss som tar vår tillflykt till dig". På andra sidan finns ett versalt "M" (för "Maria") med ett kors ovanför; nedanför avbildas Jesu och Marie hjärtan, och allt omramas av Marie tolv stjärnor. Jungfru Maria skall ha sagt till Catherine att alla som bär denna medaljong skall få motta rika nådegåvor.
Inte förrän efter Catherine Labourés död 1876 avslöjades det att det var hon som hade erfarit uppenbarelsen om den mirakulösa medaljongen. Hennes kropp exhumerades 1933 och var då i princip oförmultnad. Hon har fått sitt sista vilorum i Chapelle Notre Dame de la Médaille Miraculeuse på 140, Rue du Bac i Paris. Catherine helgonförklarades 1947 av påve Pius XII.